# Citytrailer
Een citytrailer is een oplegger/aanhangwagen van een vrachtwagen die korter is dan de standaard lengte (13,60 meter) en die minstens één stuur-as heeft. Als er meer assen zijn, dan moeten de starre-assen wel gelift (omhoog trekken) kunnen worden, zodat de trailer met alleen nog de stuur-as het wegdek raakt waardoor de trailer de bocht minder zal afsnijden dan dat hij zou doen met starre assen.  
De citytrailer is in de jaren 1980 ontwikkeld om de steeds krapper wordende binnensteden te kunnen blijven bereiken met een vrachtwagen (trekker/oplegger). Door het meesturen van de (achterste) as kunnen er krappere bochten genomen worden. Naast de betere bereikbaarheid speelt het voorkomen van vroegtijdige bandenslijtage ook een grote rol bij het gebruik van een citytrailer.
De meest gebruikte afmeting van een citytrailer is 10,50 meter lang en 2,46 meter breed. De meest gebruikte uitvoeringen / configuraties zijn: een gestuurde as of twee assen waarvan de voorste een lift-as is en de laatste gestuurd is.
Om de as(sen) te laten sturen kan er gebruik gemaakt worden van verschillende systemen:
- Hydraulische besturing: De draaibeweging van de trekker wordt via hydraulische cilinders, bevestigt aan het koppelingsplateau, overgebracht naar de leidingen. De verplaatsing van de hydraulische olie wordt doorgegeven aan twee cilinders die bevestigd zitten op het draaistel op de laatste as van de oplegger.
- Mechanische besturing: De draaibeweging van de trekker wordt via het koppelingsplateau doorgegeven naar de stang en vervolgens naar een draaistel.
- Elektronische besturing: Dit gebeurt meestal door een sensor die gemonteerd is op de hoofdbout, kingpin van de oplegger. Als de oplegger verdraait zal de sensor dit registreren en doorgeven aan de hydraulische pomp. Dit is het verbindingspunt tussen de elektronica en hydraulica. Verder is dit systeem gelijkaardig aan de hydraulische systemen met het voordeel dat je het draaien kan uitschakelen bij achteruit rijden. Of dat je het juist kan gebruiken om te manoeuvreren.

Er bestaat geen vaste regel voor de schrijfwijze van citytrailer. Het wordt ook geschreven als city trailer of city-trailer.